# 起業家

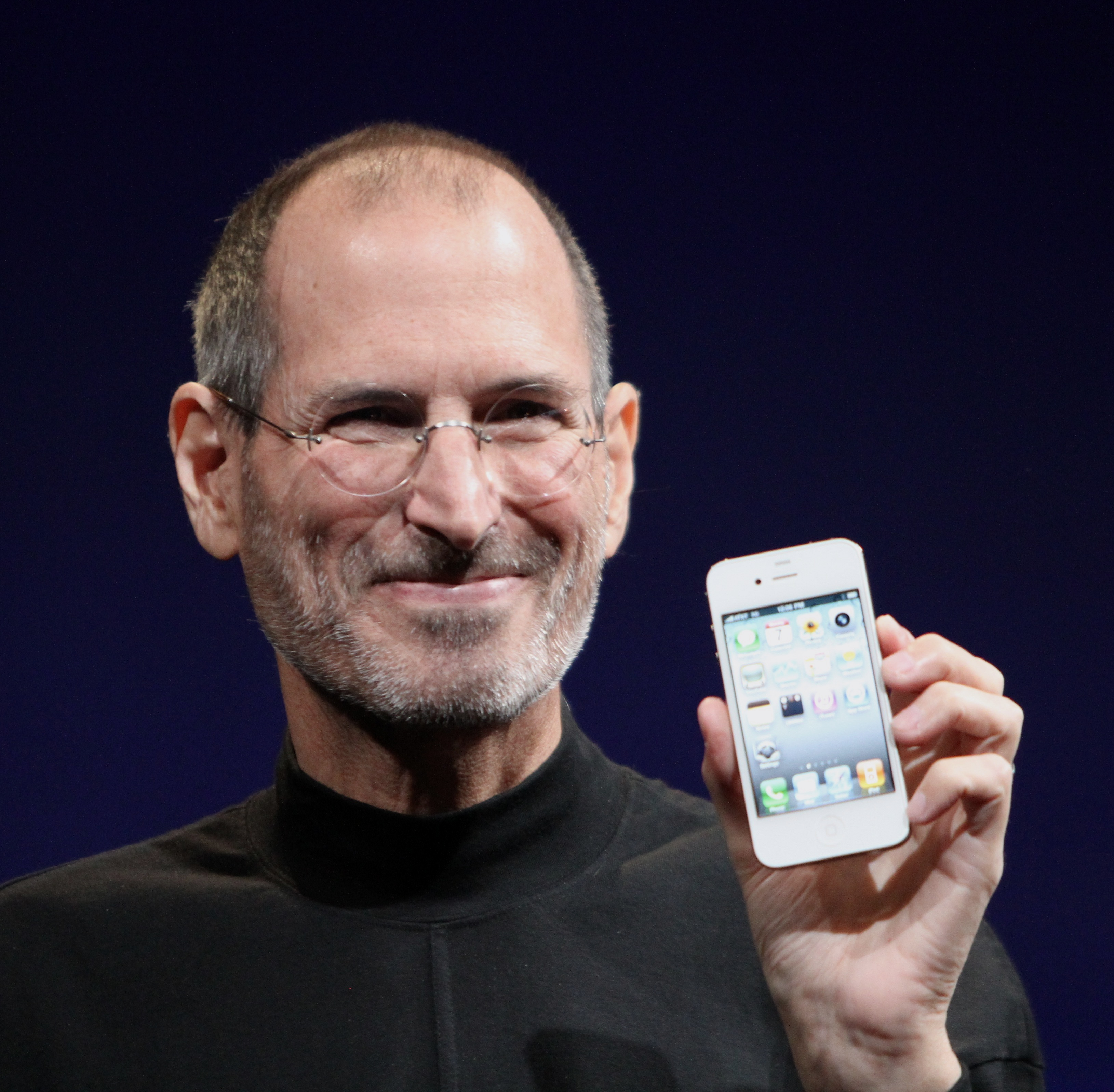
Appleの共同創設者で長年リーダーを務めたスティーブ・ジョブズは、パーソナルコンピューター、スマートフォン、デジタルオーディオなどの分野において、多くのイノベーションを導入し、主導した。（2010年撮影)
特に音楽の流通に関しては、それまでのレコードやCDといった物理的メディアから、ストリーミングでの販売へと、マーケットの様相を一変させた。

起業家（）とは、自ら事業を興す（起業）者を言う。「創業者」（そうぎょうしゃ）とも言う場合もある。通常、ベンチャー企業を開業する者を指す場合が多い。アントレプレナー（英: entrepreneur）とも呼ぶ。。ヨーゼフ・シュンペーターはその経済理論において経済革新に繋がるイノベーションの担い手として重視したもの。イノベーションを起こす人の意味からイノベーターとも言う。起業家精神は、アイデアをお金に変える 1 つの方法として挙げられている。

## 起業家に必要な能力
起業家としてのスキルとしては、事業戦略や意思決定能力が望ましい。つまり、収益と市場シェアの目標を明確に設定する能力である。
中小企業庁が行った調査では、ベンチャーキャピタリスト等のベンチャー企業を支援する専門家が創業者に必要な資質として多く回答したのは、
- 環境変化に適応する柔軟性（48%）
- 決断力・積極性（36%）

であった（中小企業庁「中小企業創造的活動実態調査」を参照）。